# Simbabwische Cricket-Nationalmannschaft in Bangladesch in der Saison 2018/19
Die Tour der simbabwischen Cricket-Nationalmannschaft nach Bangladesch in der Saison 2018/19 findet vom 21. Oktober bis zum 15. November 2018 statt. Die internationale Cricket-Tour ist Bestandteil der Internationalen Cricket-Saison 2018/19 und umfasst zwei Tests und drei ODIs. Bangladesch gewann die ODI-Serie mit 3–0, während die Test-Serie unentschieden 1–1 endete.

## Vorgeschichte
Simbabwe spielte zuvor eine Tour in Südafrika, für Bangladesch ist es die erste Tour der Saison. Das letzte Aufeinandertreffen der beiden Mannschaften fand in der Saison 2015/16 in Bangladesch statt.
Ursprünglich sollte die Tour im Januar und Februar 2019 stattfinden, wurde jedoch aus Sicherheitsgründen, wegen der dort stattfindenden Wahlen in Bangladesch.
Bei der Verschiebung wurde auch ein dritter geplanter Test der Tour gestrichen.

## Stadien
Die folgenden Stadien wurden für die Tour als Austragungsort vorgesehen und wurde am 28. Juli 2018 bekanntgegeben.
| Stadion                                | Stadt      | Kapazität | Spiele          |
| -------------------------------------- | ---------- | --------- | --------------- |
| Zohur Ahmed Chowdhury Stadium          | Chittagong | 22.000    | 2. & 3. ODI     |
| Sher-e-Bangla National Cricket Stadium | Dhaka      | 26.000    | 2. Test; 1. ODI |
| Sylhet International Cricket Stadium   | Sylhet     | 18.500    | 1. Test         |

## Kaderlisten
Simbabwe benannte seine Kader am 13. September 2018.
Bangladesch benannte seinen ODI-Kader am 11. Oktober und ihren Test-Kader am 25. Oktober 2018.
| Test | Test | ODI | ODI |
| Bangladesch | Simbabwe | Bangladesch | Simbabwe |
| --- | --- | --- | --- |
| - Mahmudullah (K) - Abu Jayed - Ariful Haque - Imrul Kayes - Khaled Ahmed - Litton Das - Mehedi Hasan - Mohammad Mithun - Mominul Haque - Mushfiqur Rahim (wk) - Mustafizur Rahman - Najmul Hossain Shanto - Nazmul Islam - Shafiul Islam - Taijul Islam | - Hamilton Masakadza (K) - Ryan Burl - Regis Chakabva - Brian Chari - Tendai Chatara - Craig Ervine - Kyle Jarvis - Wellington Masakadza - Peter Moor - Brandon Mavuta - Christopher Mpofu - Richard Ngarava - John Nyumbu - Sikandar Raza - Brendan Taylor (wk) - Donald Tiripano - Sean Williams | - Mashrafe Mortaza (K) - Abu Hider - Ariful Haque - Fazle Mahmud - Imrul Kayes - Litton Das - Mahmudullah - Mehedi Hasan - Mohammad Mithun - Mohammad Saifuddin - Mushfiqur Rahim (wk) - Mustafizur Rahman - Najmul Hossain Shanto - Nazmul Islam - Rubel Hossain - Soumya Sarkar | - Hamilton Masakadza (K) - Tendai Chatara - Elton Chigumbura - Craig Ervine - Kyle Jarvis - Wellington Masakadza - Solomon Mire - Peter Moor - Brandon Mavuta - Tarisai Musakanda - Richard Ngarava - John Nyumbu - Sikandar Raza - Brendan Taylor (wk) - Donald Tiripano - Sean Williams - Cephas Zhuwao |

## Tour Matches
| 19. Oktober Scorecard | Savar | Zimbabweans 178 (45.2)                            | – | Bangladesh CB XI 181-2 (39) |
|                       |       | Bangladesh Cricket Board XI gewinnt mit 8 Wickets |   |                             |

| 29. – 31. Oktober Scorecard | Chittagong | Zimbabweans 145-5d (48) | – | Bangladesh CB XI 56-2 (18) |
|                             |            | Remis                   |   |                            |

## One-Day Internationals

### Erstes ODI in Dhaka
| 21. Oktober Scorecard | Dhaka | Bangladesch 271-8 (50)          | – | Simbabwe 243-9 (50) |
|                       |       | Bangladesch gewinnt mit 28 Runs |   |                     |

### Zweites ODI in Chittagong
| 24. Oktober Scorecard | Chittagong | Simbabwe 246-7 (50)               | – | Bangladesch 250-3 (44.1) |
|                       |            | Bangladesch gewinnt mit 7 Wickets |   |                          |

### Drittes ODI in Chittagong
| 26. Oktober Scorecard | Chittagong | Simbabwe 286-5 (50)               | – | Bangladesch 288-3 (42.1) |
|                       |            | Bangladesch gewinnt mit 7 Wickets |   |                          |

## Tests

### Erster Test in Sylhet
| 3. – 6. November Scorecard | Sylhet | Simbabwe 282 (117.3) & 181 (65.4) | – | Bangladesch 143 (51) & 169 (63.1) |
|                            |        | Simbabwe gewinnt mit 151 Runs     |   |                                   |

### Zweiter Test in Dhaka
| 11. – 15. November Scorecard | Dhaka | Bangladesch 522-7d (160) & 224-6d (54) | – | Simbabwe 304 (105.3) & 224 (83.1) |
|                              |       | Bangladesch gewinnt mit 218 Runs       |   |                                   |